# Филимонов, Олег Николаевич (хоккеист)
Олег Николаевич Филимонов (род. 1 октября 1966, Ижевск) — советский и российский хоккеист, вратарь. Тренер.

## Биография
Начинал заниматься хоккеем в Ижевске сначала в поле, затем встал в ворота. Играл в местной ДЮСШ, за «Ижсталь» — в юниорском и молодёжном чемпионатах СССР. В 1985 году для прохождения армейской службы оказался в команде второй лиги СКА Хабаровск, за которую играл до сезона 2003/04. В 1989 году с командой вышел в первую лигу, с 1996 года — в РХЛ (СКА-«Амур») — Суперлиге («Амур» с 2009). В середине 1990-х выступал в WCHL по одним данным, за «Аляска Голд Кингз», по другим — за Red Army (СКА-«Амур», 1995-96 WCHL season).
В сезоне 2002/03 провёл два матча за череповецкую «Северсталь», ставшую серебряным призёром.
С 2004 года — тренер вратарей в «Амуре». В сезонах 2015/16 — 2016/17 работал на этой должности в команде МХЛ «Амурские тигры», в сезонах 2022/23 — 2023/24 — в «Салавате Юлаеве». В июне 2024 года вернулся в «Амур». С 23 апреля 2025 года — генеральный менеджер клуба.